# Оваплоћење
Оваплоћење или утеловљење, инкарнација (лат. incarnatio) један је од кључних хришћанских теолошких појмова. Оваплоћење означава Бога који је постао плот (тело). Према хришћанском учењу, то се збило рођењем Исуса, Сина Божјег, од Девице Марије, назване Богородицом. Тако се наизглед далеки и безлични Бог оваплотио и постао човек и личност. Хришћани сматрају да је човечанство, пре Христовога доласка, било отуђено од Бога, и да људима још увек није било дато пуно откровење Божје.